# Klingenbrunner Wald
Klingenbrunner Wald – dawny obszar wolny administracyjnie (gemeindefreies Gebiet) w Niemczech w kraju związkowym Bawaria, w rejencji Dolna Bawaria, w regionie Donau-Wald, w powiecie Freyung-Grafenau. Teren był niezamieszkany.  
1 stycznia 2014 teren obszaru włączono do gminy Spiegelau.